# 空降部隊
空降
軍事跳傘或滑翔前運人員或物資的形式。
用途
提供人員，設備或耗材。
起源
起源於1927年11月意大利部隊。
空降部隊（英語：Airborne forces）屬於軍事單位，早期為輕裝步兵，近年分演為「傘兵」、「機降兵」、「空中突擊兵」3種。其部隊運動通常採用运输机等航空器进行“空投”来戰鬥。因此，他們可以投入敵後，有能力在幾乎任何地方进行部署。二戰直到現在空降兵仍然具有高度風險，空降部队的編隊輜重往往是有限的，只能經由他們的航空器进行運輸，難以汇集足夠持續的軍力，因此主要的優勢在於情報得利之“在幾分鐘內突然冒出的數量和大小”，否則一旦沒配合好就會遭遇重大損失，歐美稱為「垂直包圍行動」（英語：vertical envelopment）。

## 一般
空降部隊運用概分為3類：
- 傘降：傘兵從運輸機、航空器、飞行器上用降落傘降落；[3][4][5][6]
- 機降（英语：Glider infantry）：士兵從固定翼航空器降落（通常是軍用滑翔機（英语：Military glider），非民用型滑翔機）投入戰場；
- 空中突擊：或稱空中機動，士兵由戰鬥直升機或傾轉旋翼機、動力三輪車（Para-trike，動力滑翔翼、滑翔伞、動力飛行傘（英语：Paramotor））、超輕航三輪車（英语：Ultralight trike）等旋翼航空器前運。

空降的基本前提是，他們可以快速抵達，不能快速部署一個連貫的防禦。據推測，這種戰術上的優勢不能持續很長，所以傘兵必須善用敵人的資材，不斷通過空中補給或等待地面部隊以得到支援。雖然空降部隊在運輸過程中通常手無寸鐵，但是，他們的突然出現帶給守衛部隊一瞬間「驚奇」或「衝擊」。
空降部隊一般（早期）都是由步兵、輕量、非裝甲車輛（例如吉普車、悍馬車等高機動車）和槍支及迫擊砲組成。在第二次世界大戰中，傘兵使用了輕型摩托車，如美軍Cushman 公司53型速克達（G683）和英軍威爾單兵摩托車。
結束後，輕重量車輛能夠通過降落傘空降開始研發，例如M-551謝里登輕型坦克。苏联開發BMD-1步兵戰車和BMD-3步兵战车。直升機可以運輸輕型裝甲車，例如德國鼬鼠裝甲車、美軍LAV-25裝甲車和英国的CVR (T)等。以及，大型運輸機可供運輸少量主戰坦克或較笨重的步兵戰車。

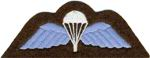
在牛津郡布萊茲諾頓皇家空軍基地經歷了跳傘訓練結業的英國軍隊成員所配戴傘兵徽章（英语：Jump Wings）。
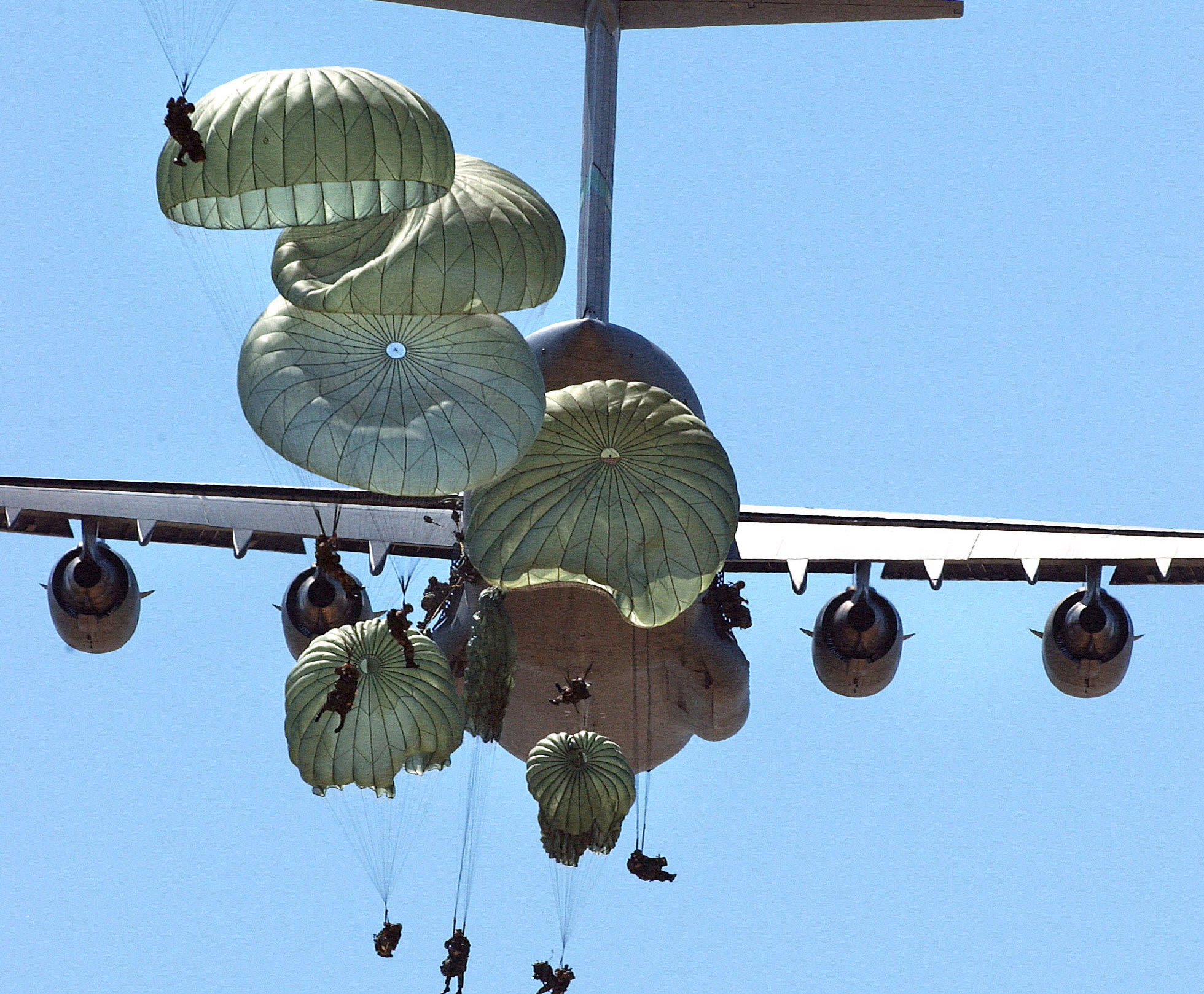
2005年4月在北卡罗来纳州布拉格堡（不是加州布拉格堡），舉行「聯合強行進入」操演，美國陸軍第82空降師傘兵從一架波音C-17环球霸王III跳傘。
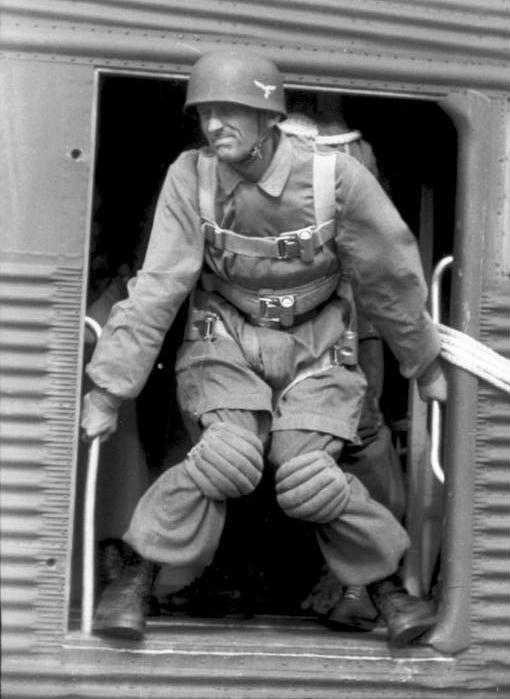
德國傘兵在Ju 52運輸機跳傘前
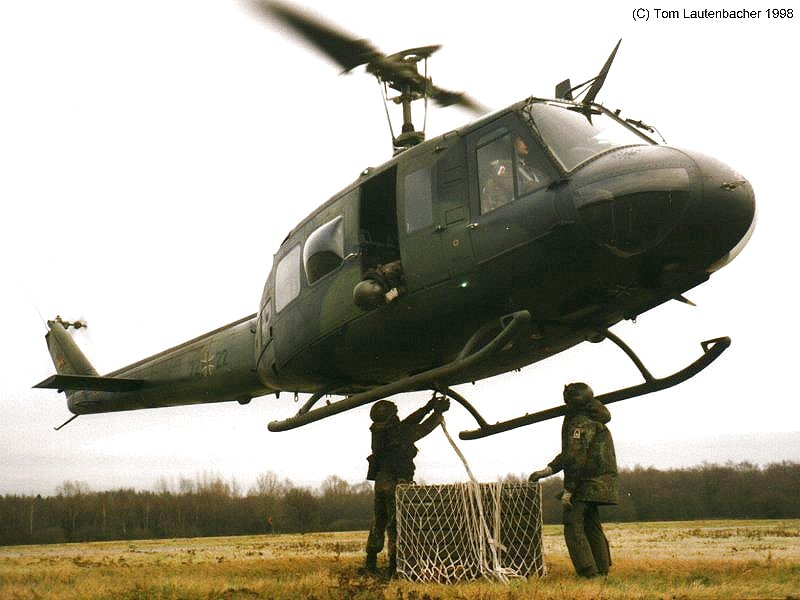
德國傘兵第31空降旅（英语：31st Airborne Brigade (Bundeswehr)）（德國聯邦國防軍）在下萨克森邦弗里斯兰县瓦勒尔鎮的附近[8]，配合貝爾UH-1D型直升機實施空中裝載貨物訓練

许多空降重武器例如坦克，吉普车担心落地时摔坏，尤考验单位事前准备

## 戰爭史
- 1940年威瑟演習作戰
- 1940年海牙戰役
- 1940年埃本-埃美爾要塞戰役
- 1941年克里特島戰役
- 1942年跳馬行動
- 1943年橡树行动
- 1943年下第聶伯河攻勢
- 1944年
- 1944年阿纳姆戰役（市場花園行動）
- 1944年布雷斯特戰役
- 1944年大君主作戰
- 1944年底突出部之役（德國稱之為「守望萊茵河作戰」）
- 1945年戰利品行動（第二次世界大戰中歐會戰）
- 1950年博川戰鬥
- 1953年東山島戰役
- 1954年奠邊府戰役 (第一次中印戰爭「作戰一方為武元甲手下的越盟軍隊，另一方為法國空降兵及法國外籍兵團。中國派出軍事顧問團支援越方。戰役發生於越南北部足以扭轉戰局的戰略重地奠邊府村附近（奠邊府村距離寮國僅16公里，法國為阻越盟自此進軍寮國，故派重兵於此」，或稱「法越戰爭」）
- 1983年10月入侵格林納達
- 1989年12月美国入侵巴拿马，美國的行動代號為「正義之師作戰」（Operation Just Cause）。
- 2001年阿富汗戰爭
- 2003年遲滯北部軍力作戰（英语：Operation Northern Delay）（伊拉克战争）
- 2022年2月安托諾夫機場爭奪戰（2022年俄羅斯入侵烏克蘭）

## 相关影视剧作
- （1977年電影）
- （1998年電影）
- （2001年，HBO）
- 《大兵日記》（1990年，華視）
- 《新兵日記之特戰英雄》（2011年，民視無線台）
- 《第一伞兵队》（2014年9月，中國大陸電視劇）

### 引用
1. ↑  .   [2023-10-18]. （原始内容存档于2023-05-04）.
2. ↑  https://www.163.com/dy/article/IH3BH2BS054399GE.html
3. ↑  Reproduced in Blunt, Victor, The User of Air Power. Military Service Publishing Company; Harrisburg, 1943: pp.v-ix.
4. 1 2
5. ↑  .   [2015-05-01]. （原始内容存档于2013-04-15）.，2004-04-16
6. ↑  第肆章中共特種作戰部隊組建與發展 （页面存档备份，存于）pdf高甯松 著作 - 2004
7. ↑  瓦勒尔鎮（Varel），中文譯名參考自. World of hotels.   [2013-11-02]. （原始内容存档于2020-12-23）.